# Panaretella distincta
Panaretella distincta is een spinnensoort uit de familie van de jachtkrabspinnen (Sparassidae).
De wetenschappelijke naam van de soort werd in 1896 als Panaretus distinctus gepubliceerd door Reginald Innes Pocock.